# Willi Bernauer
Willi Bernauer (* 14. November 1897 in Darmstadt; † 27. Oktober 1995 ebenda) war ein deutscher Jurist und Unternehmer.

## Werdegang
Bernauer studierte Rechts- und Wirtschaftswissenschaften an der Ludwigs-Universität Gießen und gehörte seit 1916 der Burschenschaft Frankonia Gießen an. Er war nach dem Abschluss seines Studiums Regierungsassessor im Volksstaat Hessen. 1936 wurde er Vorstandsmitglied der Gebrüder Roeder AG. Von 1953 bis 1964 war er Präsident der Industrie- und Handelskammer Darmstadt.

## Ehrungen
- 1958: Großes Verdienstkreuz der Bundesrepublik Deutschland
- 1956: Ehrensenator der TH Darmstadt